# Compressidens stearnsii
Compressidens stearnsii är en blötdjursart som beskrevs av Henry Augustus Pilsbry och Sharp 1897. Compressidens stearnsii ingår i släktet Compressidens, ordningen Gadilida, klassen tandsnäckor, fylumet blötdjur och riket djur. Inga underarter finns listade i Catalogue of Life.